# Ka-We-De
Das Ka-We-De, kurz für Kunsteisbahn und Wellenbad Dählhölzli, ist eine Kunsteisbahn und ein Freibad im Berner Stadtteil Kirchenfeld-Schosshalde in der Schweiz. Es grenzt direkt an den Tierpark Dählhölzli und an die ehemalige US-Botschaft. Von 1933 bis 1967 war das Eisstadion die Heimspielstätte des SC Bern aus der Nationalliga A, welcher in diesem zwei Schweizer Meistertitel gewann.

## Geschichte
Die Gebäudekomplex wurde zwischen 1932 und 1933 unter Leitung der Architekten Rudolf von Sinner und „Hanns“ Beyeler erbaut. Der Baustil folgt dem damaligen Sinne einer modernen Sport- und Freizeitanlage, wobei das Hauptgebäude das für diese Zeit charakteristische Flachdach erhielt. Zur Eröffnung wurde die Anlage als «mondäner Treffpunkt für die Anhänger eines modernen sportlich-körperbewussten Lebensstils» mit «leicht snobistischem Lack» und «spezifisch einzigartiger Stimmung» bezeichnet. Konzipiert wurde das Ensemble für «die anspruchsvolle Körperkultur der oberen Bevölkerungsschichten».
Anfang der 1980er Jahre wurde aufgrund des schlechten Zustandes eine Sanierung der Anlage geplant und 1986 begonnen. Als neue Attraktion für den Badebetrieb wurde eine 60-Meter-Rutsche installiert. Als Neubau wurde ein Garderobentrakt hinzugefügt, der an der Stelle der Tribüne errichtet wurde, auf welcher in den 1960er Jahren bis zu 10'500 SCB-Fans Platz hatten. Der Umbau musste zwischenzeitlich aufgrund einer Kostenexplosion unterbrochen werden und kostete letztendlich nicht 15, sondern 20 Millionen Franken. Nach drei Jahren Bauzeit wurde die Ka-We-De 1989 wieder eröffnet. Seither hat das Eisstadion eine Zuschauerkapazität von 250.
Das Ka-We-De gehört zum «Schweizerischen Inventar der Kulturgüter von nationaler Bedeutung» in der Objektkategorie A mit KGS-Nr.: 700 und steht unter Denkmalschutz.

## Nutzung

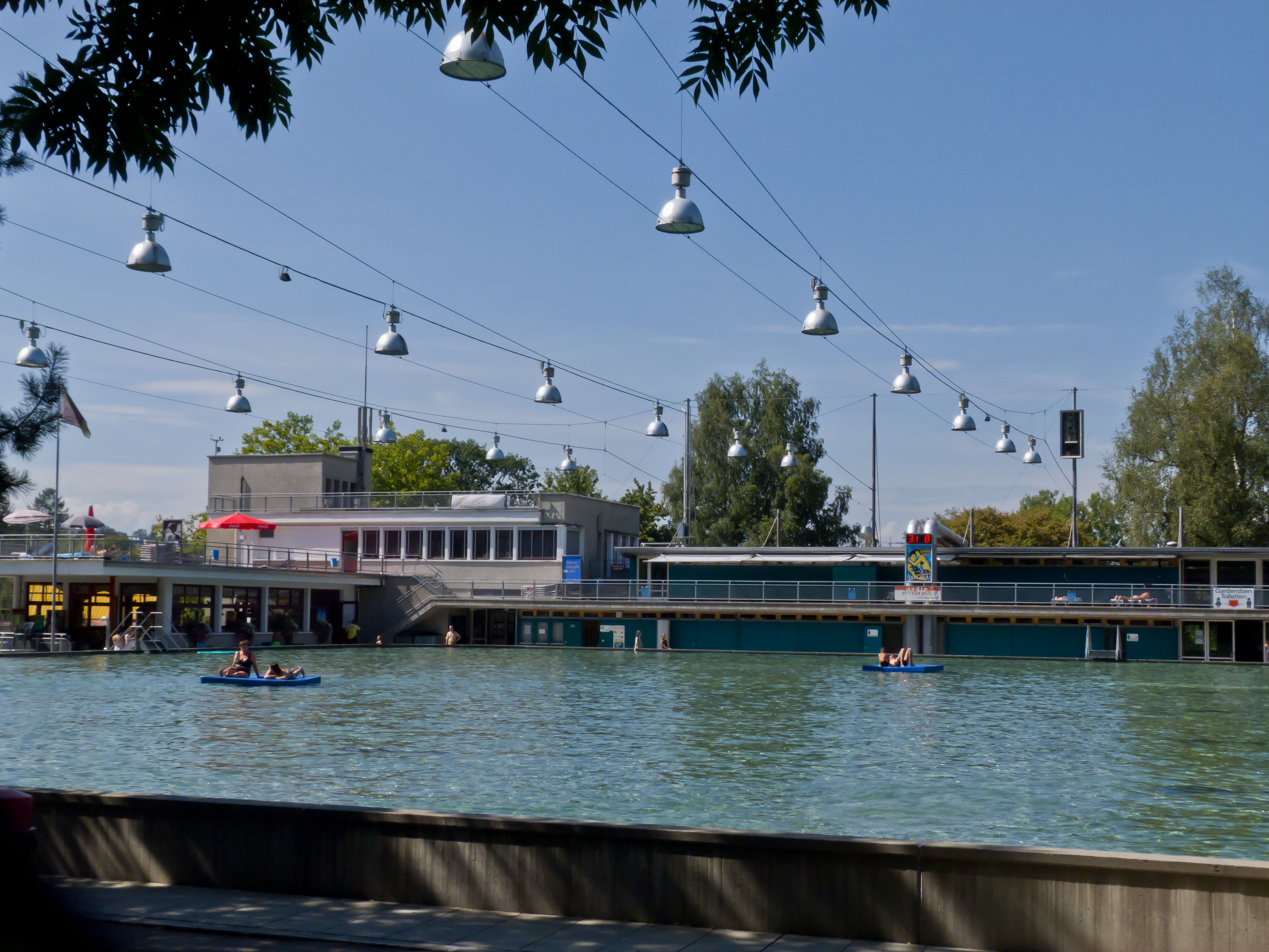
Sommernutzung als Freibad

Im Sommer wird das Ka-We-De als Freibad genutzt, wobei es das einzige Bad in Bern ist, welches Eintrittsgelder erhebt. Neben dem Schwimmbecken mit Wellenfunktion bietet es eine 60 Meter lange Wasserrutsche. Während der Sommersaison bestreiten die Wasserballer des Schwimmklubs Bern (SKBE) im Schwimmbecken der Ka-We-De ihre Heimspiele in der Nationalliga B (NLB). Im Winter wird das Schwimmbecken in eine künstlich gekühlte Eisfläche umgewandelt, die sowohl dem Publikumslauf, als auch diversen Eissportvereinen zur Verfügung steht.
Mit der Eröffnung des Stadions erhielt der drei Jahre zuvor gegründete SC Bern eine neue Spielstätte, der bis dahin in der Kirchenfeldstrasse 70 gespielt hatte. Hinzu kamen weitere Eishockeyclubs wie EHC Rot-Blau Bern, Marzili, Länggasse, Polar und Weissenbühl, die ihre Heimspiele im Eisstadion austrugen. In den Jahren 1959 und 1965 gewann der SC Bern im Ka-We-De jeweils den Schweizer Meistertitel, ehe er 1967 in das damals noch offene Eisstadion Allmend umzog. 1971 verließ auch Rot-Blau das Ka-We-De und spielte fortan auf dem Weyerli. Die übrig gebliebenen Vereine fusionierten Schritt für Schritt miteinander zum heutigen EHC Bern 96, der das Ka-We-De noch heute (2013) als Heimspielstätte benutzt.
Der Zuschauerrekord für das Ka-We-De wurde am 21. Februar 1959 aufgestellt, als 10'500 Zuschauer den 5:4-Sieg des SC Bern gegen den HC Davos miterlebten. Weitere dokumentierte Spiele vor ausverkauftem Stadion waren eine Partie gegen den Hammarby IF 1942, eine Partie gegen den EHC Visp 1958 sowie zwei Partien aus dem Jahre 1967 gegen MoDo AIK Örnsköldsvik respektive SC Langnau, bei denen jeweils 10'500 Zuschauer anwesend waren.